# NGC 6371
NGC 6371 (również PGC 60322) – galaktyka spiralna (S?), znajdująca się w gwiazdozbiorze Herkulesa. Odkrył ją Albert Marth 24 czerwca 1864 roku.